# Snow Belt

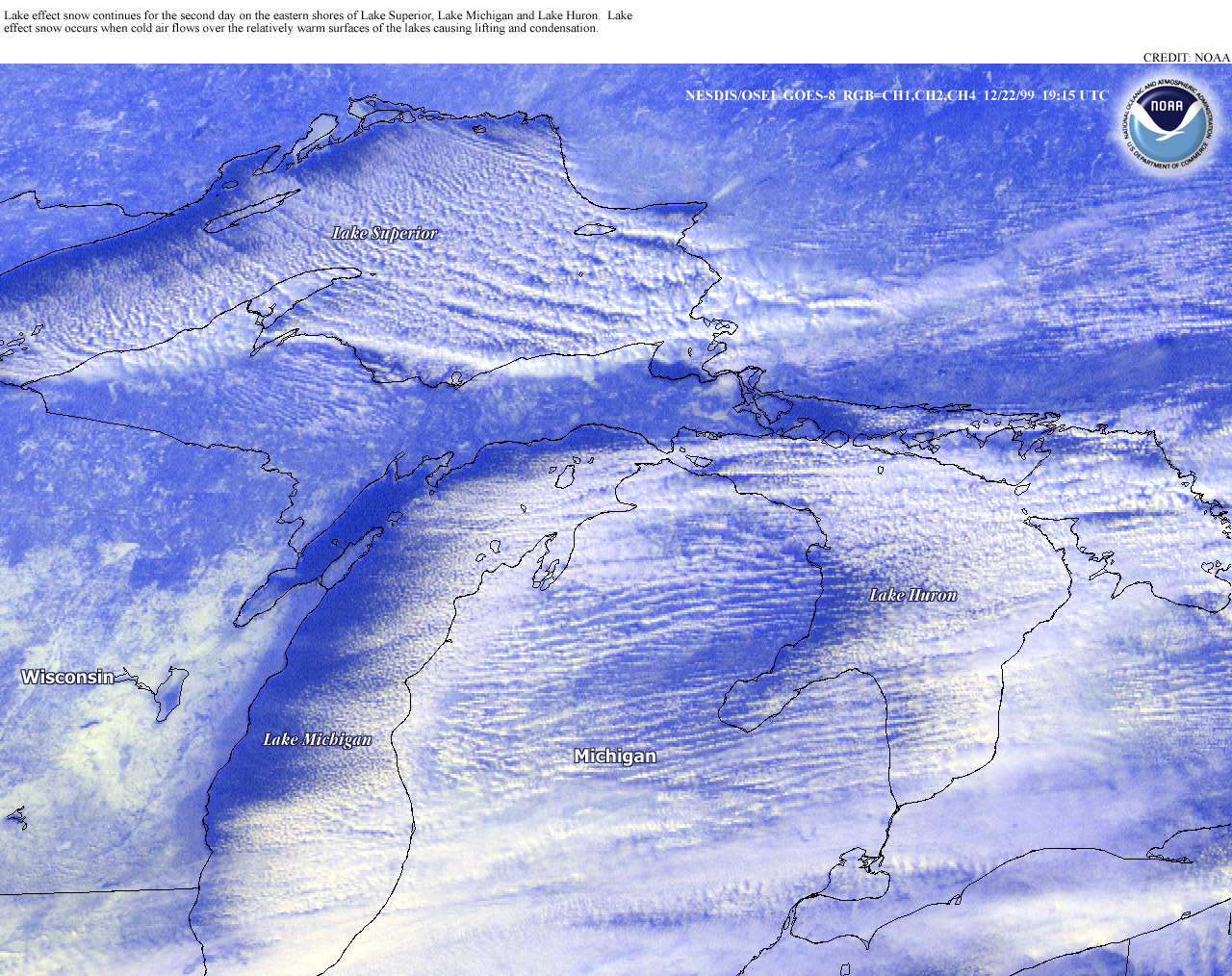
Nuages porteurs de bourrasques de neige montrant la région dite de snowbelt des Grands Lacs par NOAA

La snowbelt (« ceinture de neige ») est une région d'Amérique du Nord se trouvant sous les vents dominants passant au-dessus des Grands Lacs dont les côtes méridionales et orientales subissent régulièrement d'importantes chutes de neige. En effet, des bourrasques de neige, dites d'effet de lac, se produisent de l'automne au printemps dans ce secteur quand de l'air froid passe sur les eaux plus chaudes. Il s'y charge d'humidité, formant des nuages convectifs très intenses qui la relâchent sous forme de neige au-dessus des terres. 
Cette région reçoit ainsi souvent plusieurs dizaines de centimètres de neige en quelques heures le long de minces corridors et le ciel est souvent nuageux lors des mois d'hiver, tant que la température de l'air est plus froide que la température des eaux des lacs ou que ceux-ci ne sont pas gelés. Ce phénomène a d'importants impacts sur l'économie, le transport, la faune et la flore autour des Grands Lacs.

## Mécanisme causal

Formation des nuages au-dessus de l'eau des lacs

Des averses intenses vont se produire si un flux d'air arctique passe en aval de plans d'eau encore libres de glaces en hiver. Tant que la circulation vient de la même direction et que la glace ne recouvre pas le plan d'eau, les averses dureront et pourront laisser plusieurs dizaines de centimètres de neige dans une bande très étroite de terrain.
Les conditions nécessaires au développement de ce type de bourrasques de neige sont: 
- La température de la masse d'eau doit être au moins de 13 °C de plus que celle à 850 hPa ce qui rend l'air très instable[2] ;
- Températures près du point de congélation en surface afin de fournir amplement d'humidité et que les précipitations soient sous forme de neige[3]. Plus l'air de bas niveau est près de la saturation, moins il faudra d'évaporation pour partir la convection et plus la formation de précipitations sera rapide ;
- Long parcours du dôme d'air froid au-dessus de l'eau plus chaude pour permettre la saturation de la couche de surface qui entrera en convection. Typiquement l'air doit parcourir au moins 100 km[4] ;
- Le changement de direction des vents avec l'altitude (cisaillement) doit être presque nul. L'humidité est alors transportée en altitude dans la même direction à tous les niveaux ce qui crée des bandes d'averses où les nuages se renforcent l'un, l'autre. Un cisaillement de 30 et 60 degrés, entre la surface et 700 hPa, peut encore produire des bandes plus courtes et moins intenses mais si le changement des vents est de plus de 60 degrés, seuls des nuages convectifs faibles et désorganisés se formeront[5] ;
- Le changement de vitesse avec l'altitude est moins critique s'il est uniforme. La pénétration à l'intérieur des terres, depuis la côte, sera proportionnelle à la vitesse moyenne dans la couche où se forme le nuage. Cependant, le cisaillement ne devrait pas dépasser 40 nœuds (environ 78 km/h) entre la surface et 700 hPa car les cristaux de glace formés dans le nuage seront transportés trop au loin en s'élevant ce qui limitera l'épaisseur du nuage et donc son taux de précipitations[5].

## Zones affectées

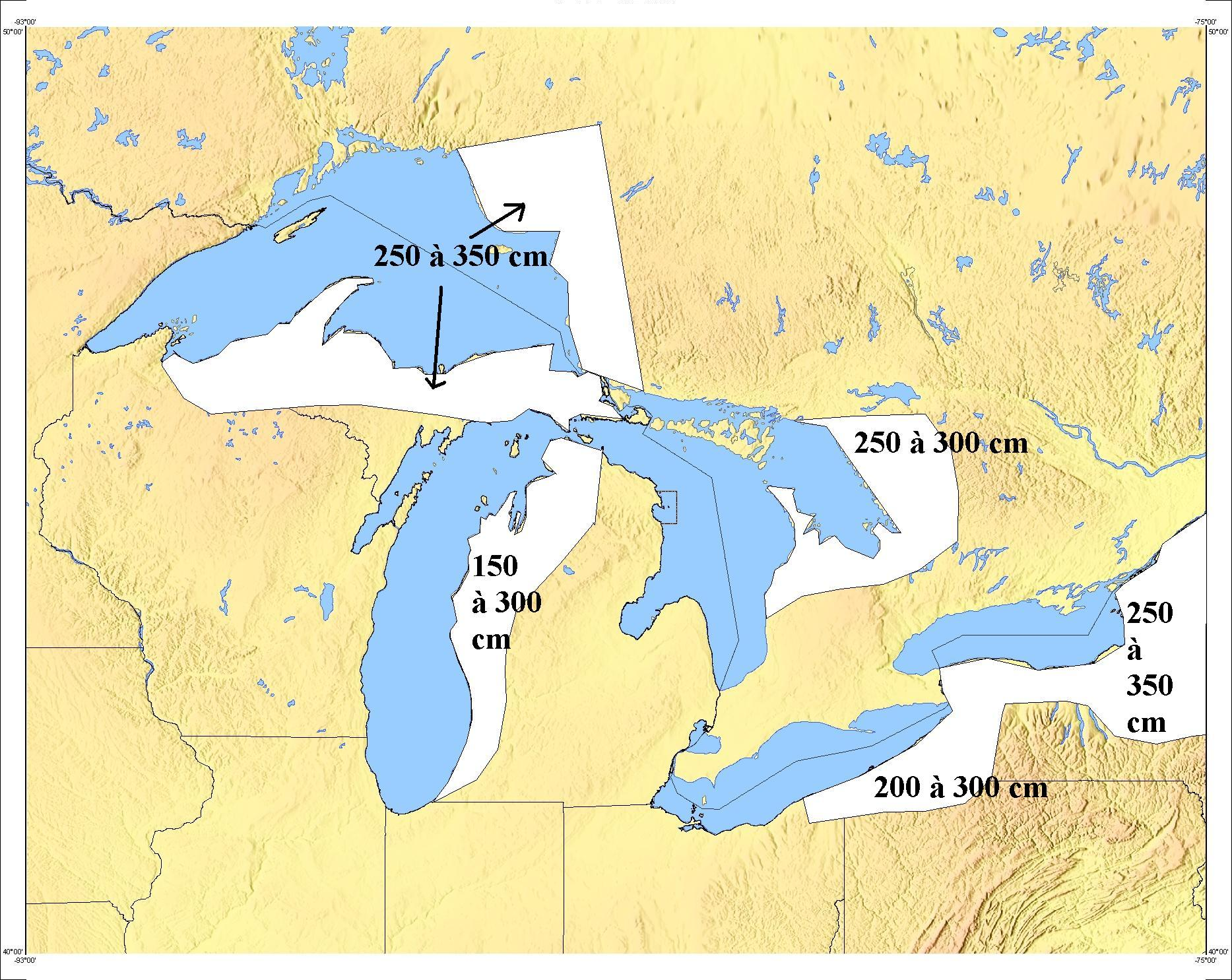
Les régions affectées par des accumulations de plus de 150 cm par hiver dans la Snow Belt

Le positionnement des zones affectées par ces bandes de fortes accumulations de neige dépend donc de l'alignement des vents. Le taux de précipitations diminuera généralement avec la distance au lac et les nuages se dissiperont à une plus grande distance encore après avoir libéré leur contenu. Le genre de situation qui amènera de fortes accumulations de neige est après le passage d'un front froid ce qui veut dire que les vents seront en général d'ouest à nord-ouest. On retrouve donc des zones de fortes accumulations de neige dans la snowbelt :
- au sud-est des lacs Érié et Ontario, qui sont alignés ouest-est, les secteurs de Cleveland à Buffalo ainsi que de Rochester (New York) à Syracuse (New York) et au nord de Watertown (New York) ;
- sur la côte orientale du lac Michigan, aligné nord-sud, les zones affectés se retrouvent de Gary (Indiana), au sud, en remontant l'Ouest du Michigan et la partie ouest du Nord du Michigan jusqu'au détroit de Mackinac, au nord ;
- pour le lac Supérieur, relativement rectangulaire, les côtes est et sud-est sont favorisées ce qui veut dire nord-ouest du Wisconsin jusqu'à la moitié nord de la péninsule supérieure du Michigan, du côté américain, et dans la région de Wawa à Sault Sainte Marie au Canada ;
- pour le lac Huron et la baie Georgienne, toute la péninsule du sud de l’Ontario va être affectée, mais en particulier de Parry Sound à London.

Lorsque le dôme d'air froid descend au sud des Grands Lacs et que les vents deviennent plus du sud-ouest, la position des bourrasques de neige va changer et de nouvelles zones seront affectées au nord-est de la Baie Georgienne et des lacs Ontario et Érié, particulièrement dans les secteurs de la péninsule du Niagara et de Toronto.

## Gel des lacs
La glace se forme graduellement sur les Grands Lacs mais, selon leur étendue et leur profondeur, ils vont prendre plus ou moins de temps à en être recouvert. Le Lac Supérieur ne gèle généralement pas complètement car il est très profond, ce qui veut dire beaucoup d'énergie à dissiper, mais surtout parce que les vents déplacent les glaces sur sa très grande surface. Ainsi il reste généralement une zone libre de glace même au plus froid de l'hiver. Les autres Grands Lacs vont geler graduellement des bords vers le centre entre novembre et février mais selon la rudesse de l'hiver, il reste souvent une partie non gelée au centre. Le lac Érié est le second plus petit des cinq lacs et le moins profond. Il est celui qui gèle le plus complètement durant l'hiver. 
Une fois la surface gelée, les chutes de neige dues à l'effet de lac va s'arrêter en aval de cette partie. Ainsi, la zone de snowbelt rétrécit en général durant l'hiver. Cependant, les vents peuvent briser la glace et créer des ouvertures favorables au développement de bourrasques de neige en tout temps.

## Impacts
Les périodes de bourrasques de neige durant la saison hivernale provoquent de fréquentes fermetures de routes, particulièrement de l'autoroute 21 sur la côte du lac Huron et l'autoroute 26 dans le secteur de Barrie (Ontario). La ceinture de neige des lacs Érié et Ontario, ainsi que la présence de l’escarpement du Niagara, ont entrainé le développement de l'industrie du ski dans ces régions.
La couverture de neige ainsi que la fonte de celle-ci au printemps ont une grande influence sur la faune et la flore.  Ainsi les animaux ont plus de difficultés à se déplacer et à trouver de la nourriture après une importante chute de neige mais la quantité importante d'eau disponible au printemps va favoriser le développement des plantes.

## Régions similaires dans le monde
On retrouvera des zones similaires partout dans les régions du monde qui reçoivent de la neige et où de l'air très froid passe au-dessus d'une étendue d'eau ouverte. Par exemple, on a des zones neigeuses le long de la côte de la Gaspésie au Québec et de la côte sud de la baie de Fundy en Nouvelle-Écosse. En Europe, on peut citer le cas d'air froid transporté par les vents de Borée et passant sur la mer Égée qui génèrent de fortes chutes de neige dans les régions d'Eubée et au nord d'Athènes en Grèce. Si les conditions sont favorables, ces épisodes peuvent durer entre trois jours et une semaine et on a déjà rapporté jusqu'à plus de 100 cm d'accumulation. Les régions en aval de la mer Noire et de l'Adriatique subissent ce phénomène également, amplifié dans le premier cas par le soulèvement du Caucase. En Grande-Bretagne, c'est lorsque les vents sont d'est que l'air froid passant sur de la mer du Nord cause des bourrasques de neige.

### Source
- (en) Cet article est partiellement ou en totalité issu de l’article de Wikipédia en anglais intitulé « Snowbelt » (voir la liste des auteurs).